# Proyección MARLLAN
Los mapas se pueden trazar con muchos métodos diferentes de proyección, más de doscientos; pero, con cualquiera las distancias y superficies reproducidas resultarán deformadas. Hay que plegar un papel plano para envolver con él a un globo.
Hace 450 años, Gerardus Mercator inventó el mapamundi para hacer mapas, el que se convirtió en el más popular de todos los planisferios.
El mapa de Mercator es inexacto, porque trata al globo terrestre como una pelota, y trata de convertir esa bola en un plano. Lo pudo hacer aceptando algunas distorsiones en las medidas, resultando que todo lo que está cerca de los polos aparece más grande que lo que está en el ecuador. Ej.: Groenlandia figura más grande que África, cuando, en realidad, África es doce veces más grande que Groenlandia.
En el año 1995, el Ing. Civil Jorge Marseillan, con la colaboración del Cartógrafo Sr. Sergio Huykman, desarrollaron otra forma de proyección, denominada Proyección Marllan,del tipo poliédrica, dividiendo la superficie terrestre en diez rombos esféricos iguales. A partir de estos rombos, se puede materializar el ATLAS MARLLAN (ISBN 950-99348-5-2). 
Los mapas parciales de la tierra se obtienen con el siguiente método de proyección:
| 1. Se divide la superficie de la esfera terrestre en diez rombos esféricos iguales que formaran como dos coronas estrelladas con sus centros en los polos y brazos intercalados entre sí (figura 1). Esos rombos son polígonos con lados iguales resultantes de la intersección con la esfera de cuatro planos que pasan por el centro de ella. 2. Se numeran esos rombos de “0” a “9” de Oeste a Este alternativa-mente entre los dos hemisferios haciendo coincidir el eje mayor del rombo “0”, “R0”, con el meridiano de Greenwich. Los rombos pares (R0-R2-R4-R6-R8) pertenecen a la corona norte y los impares (R1-R3-R5-R7-R9) a la sur (figura 1). En el eje de cada rombo los vértices cercanos al Ecuador son puntos inconfundibles en la superficie de la Tierra, tanto como lo son los Polos, y se los llamara puntos “M” o también “MARLLANS”. Su latitud es de 26° 33´ 54´´, cinco en cada hemisferio, y su longitud un múltiplo de 36° hacia el Este y el Oeste y entre ellos delimitan una franja ecuatorial ondulada igual a media superficie terrestre que separa a dos casquetes polares con un cuarto de ésta. | 3. Se subdivide cada rombo mediante el arco de su eje menor en dos semirrombos esféricos, equiláteros “SR”, (figura 2) habrá 10 x 2=20 “SR”. 4. Se unen los puntos medios de los tres lados de cada “SR” con arcos esféricos obteniendo así 4 x 20= 80 triángulos esféricos, “T1”, en total; 20 serán centrales y 60 radiales por si posición dentro del “SR” (figura 3). 5. Se vuelve a unir de la misma manera los puntos medios de los lados de los “T1” obteniéndose 80x4 = 320 triángulos esféricos menores “T2” (figura 4). | 6. Se unen entre sí con líneas rectas los vértices de esos “T2”, obteniéndose 320 triángulos planos “T2p” inscriptos en la esfera (figura 5). Cada “T1” del punto 4) anterior origina cuatro “T2p”: 1 central y 3 radiales. 7. Se proyectan desde el centro de la Tierra los detalles de su superficie sobre esos triángulos planos “T2p” y se agrupan las proyecciones por los “T1” que le dieron origen formando los mapas parciales (figura 5). NOTA: la división hasta los “T2”, punto 5), es una superficie para esta edición; pero en las de mayor diámetro se las seguirá haciendo de igual manera las veces necesarias y entonces los “Tn” resultantes representaran cada vez menores superficies terrestres. Los poliedros multifacéticos se aproximarán a la esfera. |

| Haciéndole pequeños pliegues a los rombos obtenidos mediante esta proyección, se logran superficies casi curvas, como para armar un globo terráqueo. |

- Datos: Q97278229